# Dominicas damlandslag i volleyboll
Dominicas damlandslag i volleyboll representerar Dominica i volleyboll på damsidan. Laget har vid flera tillfällen deltagit i kvalet i VM (än så länge utan att kvalificera sig) samt vid Karibiska mästerskapet.

### Fotnoter
1. ↑  ”CAZOVA Championship 2006 » classification :” (på engelska). Volleybox. https://women.volleybox.net/women-cazova-championship-2006-o30735. Läst 20 oktober 2023.
2. ↑  ”CAZOVA Championship 2010 » classification :” (på engelska). Volleybox. https://women.volleybox.net/women-cazova-championship-2010-o30733. Läst 20 oktober 2023.
3. ↑  Senaste tillfället då någon kontrollerade att de inmatade tabelluppgifterna stämmer. Uppgifter kan ha matats in senare utan att kontrolleras av någon annan